# Hypericum orientale
Hypericum orientale är en johannesörtsväxtart som beskrevs av Carl von Linné. Hypericum orientale ingår i släktet johannesörter, och familjen johannesörtsväxter. Utöver nominatformen finns också underarten H. o. depilatum.

## Bildgalleri

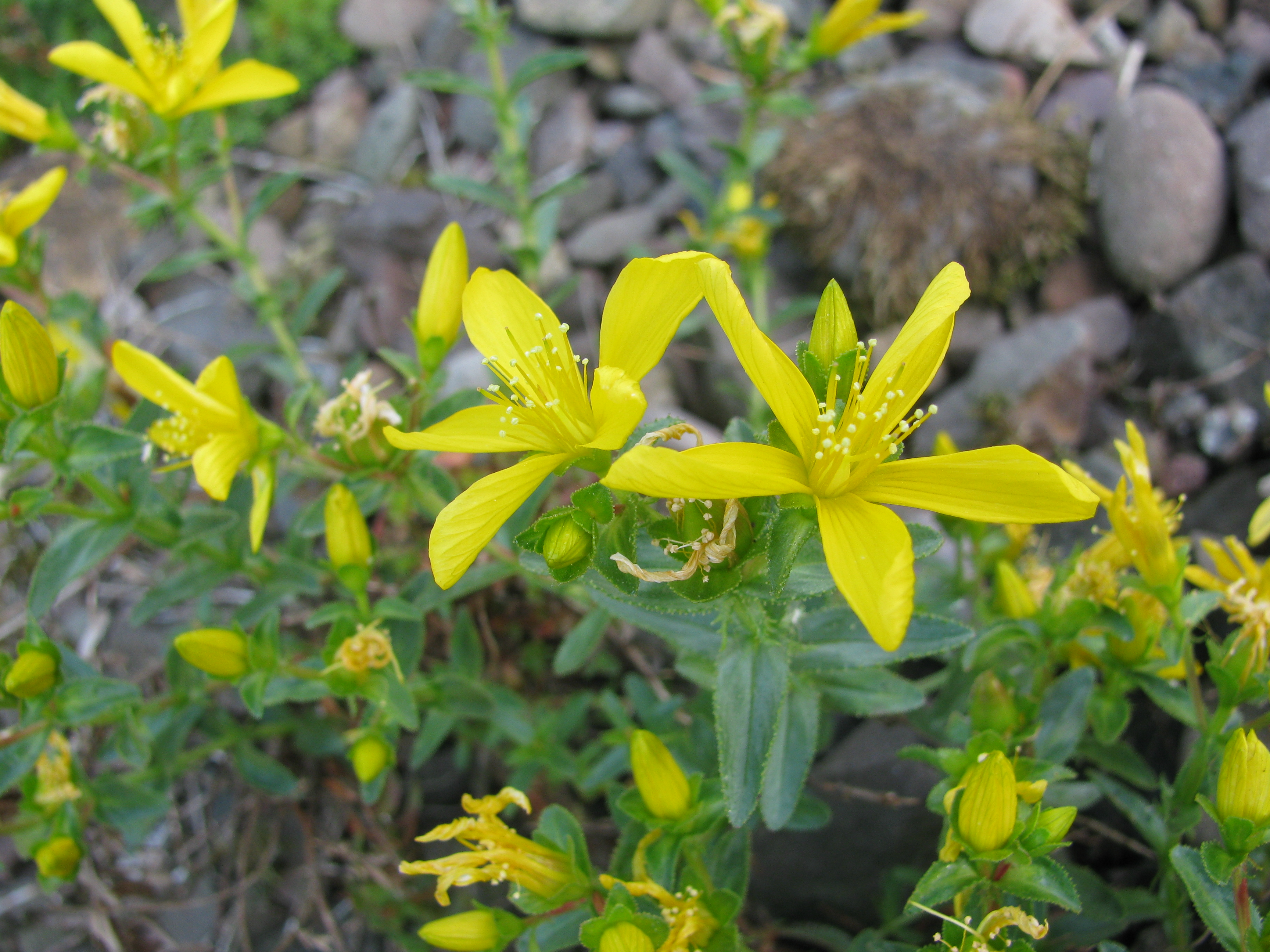
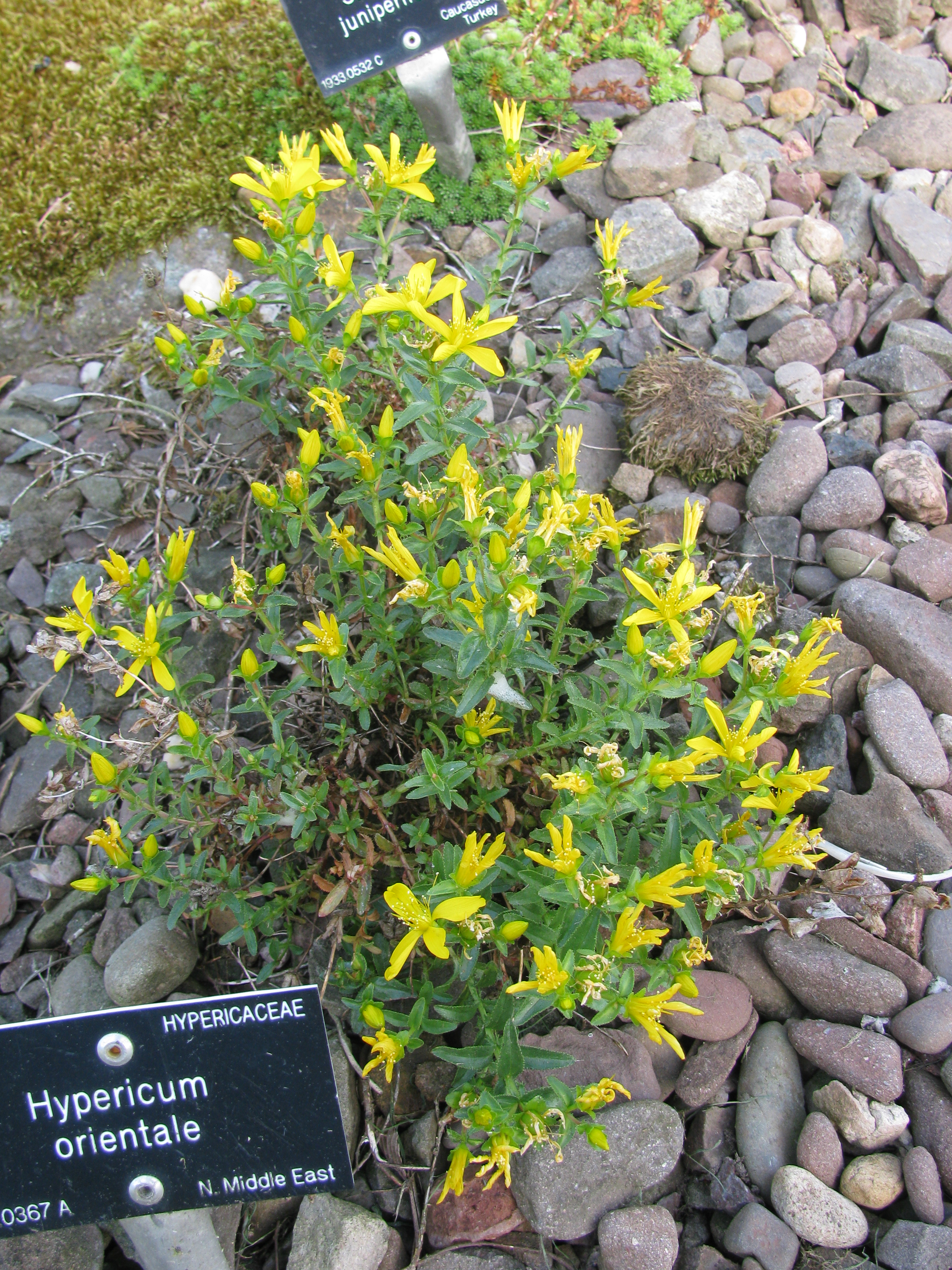